# Сликарство оштрих ивица
Сликарство оштрих ивица (енг. Hard-edge painting) је сликовни правац у апстрактном сликарству дефинисан широким, плошним обојеним површинама омеђеним прецизно оцртаним ивицама, најчешће дуж правих линија, иако су и закривљене ивице такође уобичајене. Овај стил је повезан са геометријском апстракцијом, оп уметности, постсликовном апстракцијом и сликарством поља боје. За разлику од геометријске апстракције, сликарство оштрих ивица тежи тоталном јединству у којем нема предњег и задњег плана. 
Лоренс Аловеј је 1966. писао да је термин сликарство оштрих ивица требало да се односи на „нови развој који комбинује економичност облика и уредност површине са пуноћом боја, без сталног подсећања на ранију геометријску уметност”. Главни представници сликарства оштрих ивица су Елсворт Кели и Кенет Ноланд. Четворица сликара са Западне обале САД на које је Лангснер првобитно применио термин били су Карл Бенџамин (Karl Benjamin), Лорсер Феителсон (Lorser Feitelson), Фредрик Хамерсли (Frederick Hammersley) и Џон Меклаклин (John McLaughlin); преферирали су термин „апстрактни класицизам”.

## Порекло назива
Термин сликарство оштрих ивица је сковао Џулс Лангснер (Jules Langsner) писац, кустос и ликовни критичар Лос Анђелес тајмса (енгл. Los Angeles Times),   дневних новине из Лос Анђелеса, које се  дистрибуирају  у западном делу Сједињених Држава, 1959. године је ако би описао рад калифорнијских сликара , који су, као реакцију на више сликарске или гестуралне форме апстрактног експресионизма , усвојили безличну примену сликања и цртања. области боје са посебном оштрином и јасноћом. Овај приступ апстрактном сликарству проширио се светом 1960-их година. 
Сликарство оштрих ивица се такође користи и као описни термин за описивање ових карактеристика када се нађу на било којој слици,  односно слика са обојеним површинама оштрих ивица које могу бити и фигуративне и апстрактне.

## Историја
Пре сликарства оштрих ивица и други ранији покрети или стилови такође су се карактерисали  оштрим обрисима, као што су прецизност, коју су неким уметници користили у својим радовима, па се тако сликарство оштра ивица може видети и у једној или више уметничких школа,  
Нови приступи у апстрактном сликарству, обједињен називом системско сликарство, јавило се 1966. године када је Лоренс Аловеј  за Музеј Гугенхајм у Њујорку организовао изложбу на којој су приказани  радови уметника који на својим сликама понављају једну тему. Међу њима су били сликари, попут: 
- Кенета Ноланда,[1] који између 1955. и 1962. године слика кругове (круг или серију концентричних кругова тачно центрираних на квадратном платну), да би око 1963. године почео да истражује односе остварене најпре јајоликим облицима постављеним изнад центра платна, а потом и прецизно осликаним, најпре симетричним а потом и асиметричним, шевронима који почињу у горњим угловима и спуштају се до центра доње ивице платна (карактеристичан знак „V“). Ноланд је користећи поједностављену апстракцију омогућио да дизајн не умањи употребу боја.
- Пола Филија  који слика четворолистове,[2][3]
- Рајнхарта  који слика крстове, као и  слике које се састоје од једног обојеног поља, или групе теквих слика.

Крајем 1950-их,  Langsner и Peter Selz, тадашњи професори на Claremont Colleges, уочили су заједничку везу између недавних радова Џона Меклафлина (1898–1976), Лорсера Фајтелсона (1898–1978), Карла Бењамина (1925–2012), Фредерика Хамерслија (1919–2009) и Фајтелсонове супруге Хелене Лундеберг (1908–1999). Група од седморо се окупила у дому Фајтелсонових да разговарају о групној изложби овог нефигуративног сликарског стила. Под руководством кустоса Langsner  ова четири апстрактна сликара (изузев  Хелене Лундеберг) отворили су у Музеју уметности у Сан Франциску 1959. године, изложбу, са којом су затим отпутовала у Музеј уметности округа Лос Анђелес.

## Представници стила
Овај стил геометријске апстракције са тврдом ивицом подсећа на раније радове Касимира Маљевича, Василија Кандинског, Теа ван Дузбурга и Пита Мондријана. Остали уметници повезани са сликарством оштрих ивица су: 
- Herb Aach,
- Josef Albers,
- Richard Anuszkiewicz,
- Max Bill,
- Ilya Bolotowsky,
- Herbert Busemann,
- Ralph Coburn,
- Nassos Daphnis,
- Ronald Davis,
- Gene Davis,
- Robyn Denny,
- Howard Mehring,
- Burgoyne Diller,
- Burhan Dogancay,
- John Ferren,
- Peter Halley,
- Al Held,
- Robert Indiana,
- Ellsworth Kelly,
- Jack Youngerman,
- Günther C. Kirchberger,
- Alexander Liberman,
- Agnes Martin,
- George L. K. Morris,
- Kenneth Noland,
- Ad Reinhardt,
- Deborah Remington,
- Bridget Riley,
- Ludwig Sander,
- David Simpson,
- Leon Polk Smith,
- Julian Stanczak,
- Jeffrey Steele,
- Frank Stella,
- Myron Stout,
- Leo Valledor,
- Victor Vasarely,
- Charmion von Wiegand,
- Neil Williams,
- John Stephan,
- Larry Zox,
- Mino Argento and
- Barbro Östlihn.